# Plumigorgia astroplethes
Plumigorgia astroplethes är en korallart som beskrevs av Philip Alderslade 1986. Plumigorgia astroplethes ingår i släktet Plumigorgia och familjen Ifalukellidae. Inga underarter finns listade i Catalogue of Life.